# Franz von Brandl

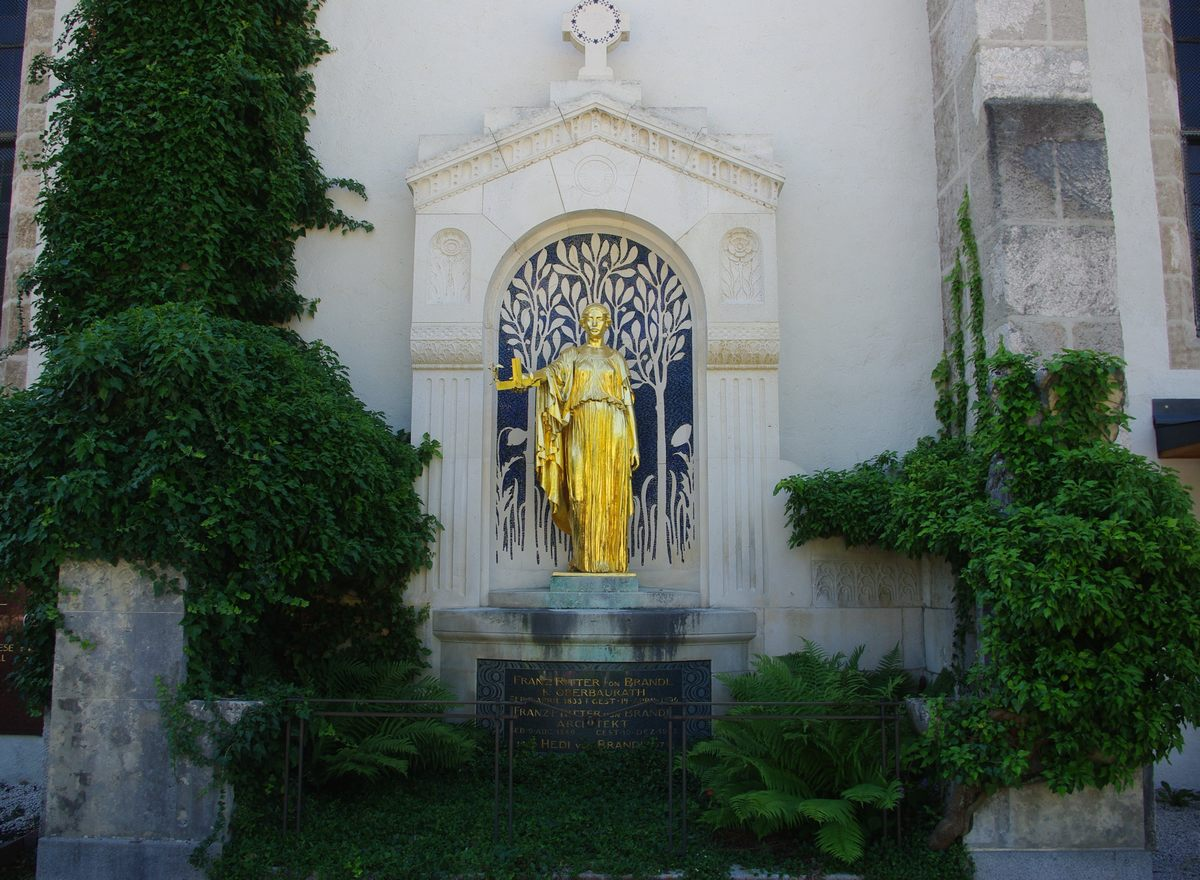
Grab auf dem Friedhof St. Zeno in Bad Reichenhall

Franz Brandl, ab 1884 Ritter von Brandl (* 7. April 1833 in Laufen; † 14. April 1896 in Bad Reichenhall) war ein deutscher Baumeister.

## Leben
Nach der Ausbildung an der Baugewerkschule arbeitete Franz Brandl u. a. beim Eisenbahnbau im Bereich Freilassing. Nachdem Georg von Dollmann die Pläne für das Neue Schloss Herrenchiemsee vollendet hatte, wurde Brandl 1878 die Bauleitung übertragen. Ab 1881 war er maßgeblich am Ausbau von Schloss Neuschwanstein beteiligt. Insbesondere die Schwierigkeiten der Finanzierung überwand Brandl durch einen persönlichen Kredit. In der heutigen Bahnhofstraße in Bad Reichenhall, in etwa dort, wo sich heute der Hauptsitz der Volksbank Raiffeisenbank Oberbayern Südost befindet, errichtete Brandl im Auftrag Ludwig II. die Villa Diana, die der König seinem Baumeister zum Geschenk machte. Nach dem Tode König Ludwig II. realisierte Brandl mehrere Bauten in der Prinzregentenstraße in München und setzte sich für den Bau der Bahnstrecke zwischen Freilassing und Laufen ein.
Brandl vermachte der Stadt Laufen 10.000 Mark, das Geld wurde für eine gärtnerische Gestaltung des ehemaligen Seilergrabens genutzt.

## Ehrungen

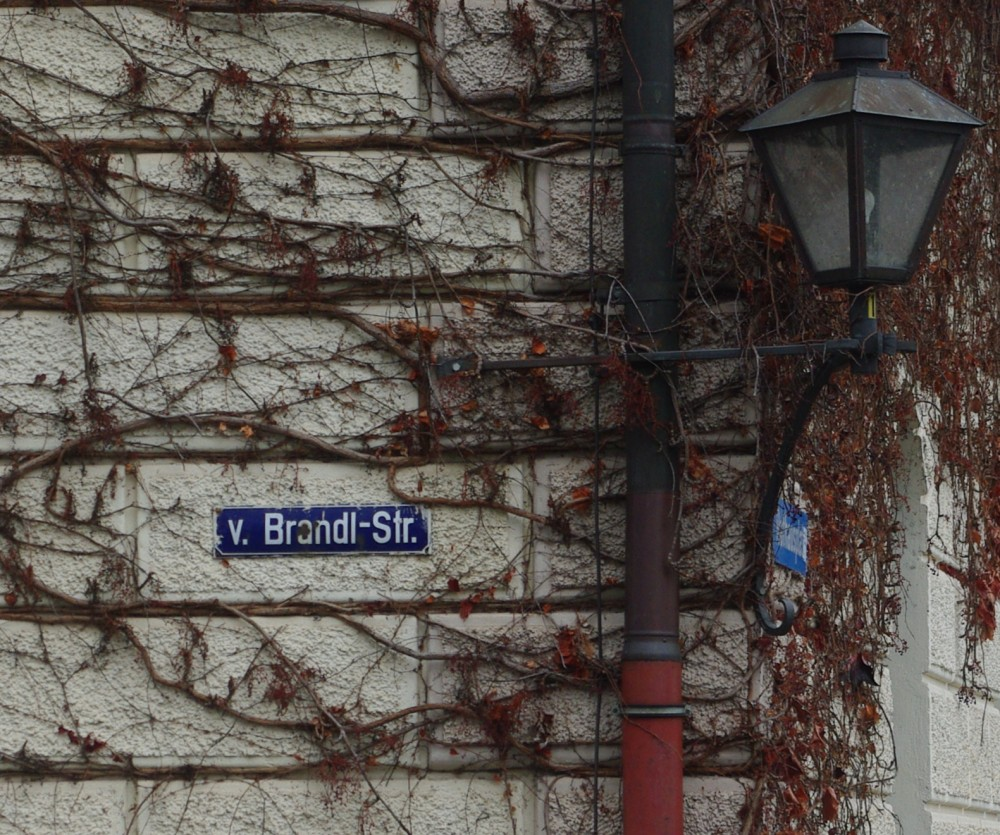
Von-Brandl-Straße in Laufen

- 1880: Ritter II. Klasse des Verdienstordens vom Heiligen Michael
- 1881: Ritter I. Klasse des Verdienstordens vom Heiligen Michael
- 1884: Ritter des Verdienstordens der bayrischen Krone, womit die Erhebung in den persönlichen Adel verbunden war.
- Ernennung zum Königlichen Oberbaurat

In Laufen ist die von-Brandl-Straße nach ihm benannt.